# Kentucky Center
Le Kentucky Center for the Performing Arts est le plus important centre artistique du Kentucky. Il est situé dans la ville de Louisville. Inauguré en 1983, le centre accueille de nombreuses organisations artistiques dans le domaine du théâtre, de la danse ou de la musique. Il accueille ainsi l'orchestre de Louisville, l'opéra du Kentucky et le ballet de Louisville.
Le centre abrite également quelques œuvres des artistes Alexander Calder, Joan Miró, John Chamberlain et Jean Dubuffet.
Le Centre fut inauguré officiellement le 19 novembre 1983 en présence de Charlton Heston, Diane Sawyer et Lily Tomlin. Le 7 octobre 1984, dans le cadre de l'élection présidentielle, le centre accueillit un débat entre Ronald Reagan et Walter Mondale.

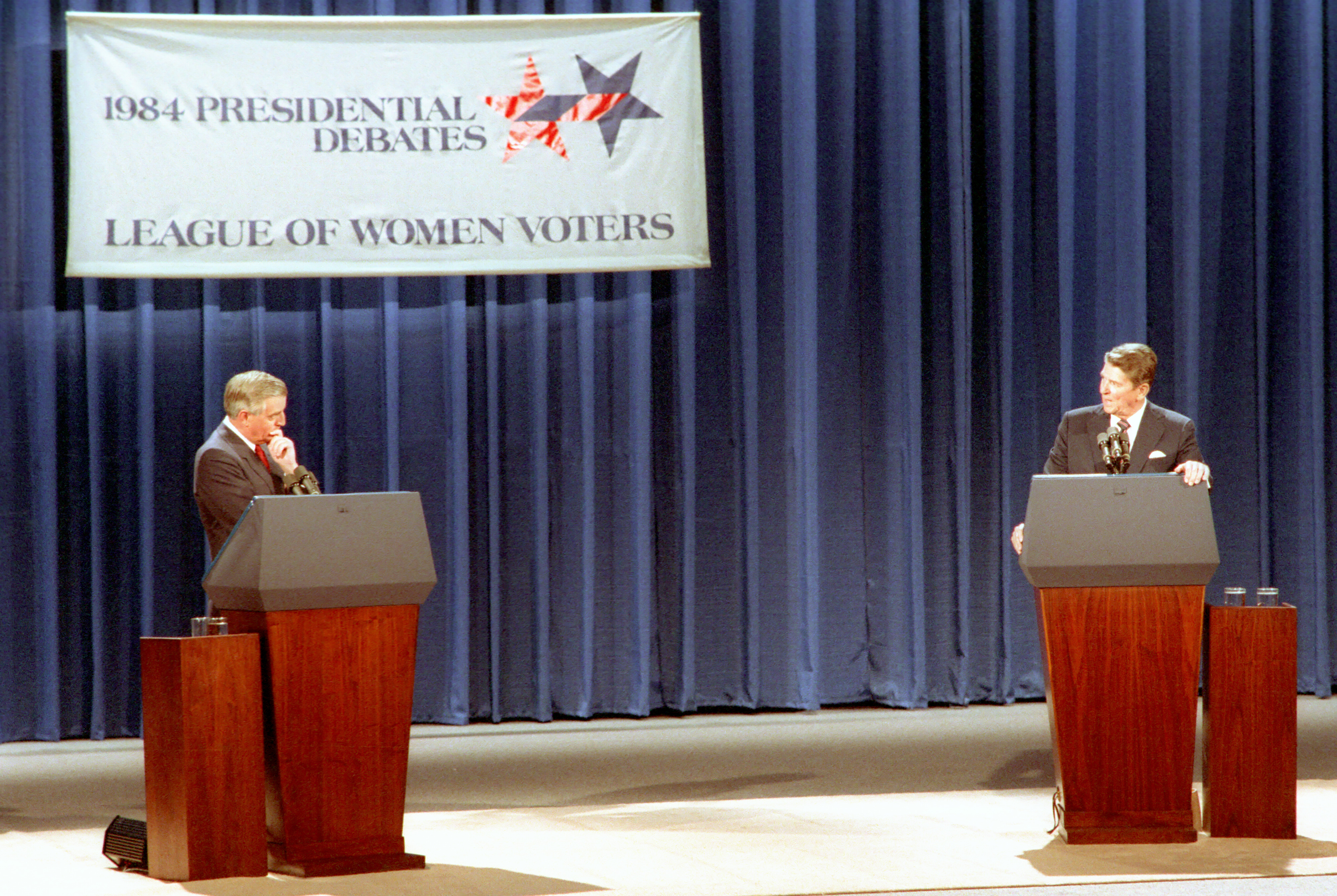
Débat entre Walter Mondale (de profil à gauche) et Ronald Reagan (de face, à droite).

De nombreuses autres personnalités ont foulé les scènes du centre comme Ray Charles, Jessye Norman, Tony Bennett, Kathleen Battle, Jim Carey, Isaac Stern, Mstislav Rostropovich, Gregory Peck, James Taylor, Bill Clinton, Elie Wiesel, Philip Glass, Marilyn Horne, Jerry Lewis, Wynton Marsalis, Bill Cosby, George W. Bush, Lily Tomlin et Itzhak Perlman.
Le centre propose également des formations artistiques dans différents endroits du kentucky.

## Scènes
Le centre dispose de trois scènes : 
- Robert S. Whitney Hall, la plus grande salle avec 2406 places, nommé en hommage au fondateur de l'Orchestre de Louisville, Robert Whitney (en) (1904-1986).
- Moritz von Bomhard Theatre (619 places), nommé en hommage au fondateur de l'opéra du Kentucky, Moritz von Bomhard (1908-1996).
- Boyd Martin Theatre (139 places), nommé d'après le critique de théâtre Boyd Martin.

Brown Theatre (1400 places), nommé d'après l'industriel James Graham Brown (en) (1881-1969), est situé dans un autre bâtiment dans la ville.